# Kazimierz Jaklewicz (nawigator)

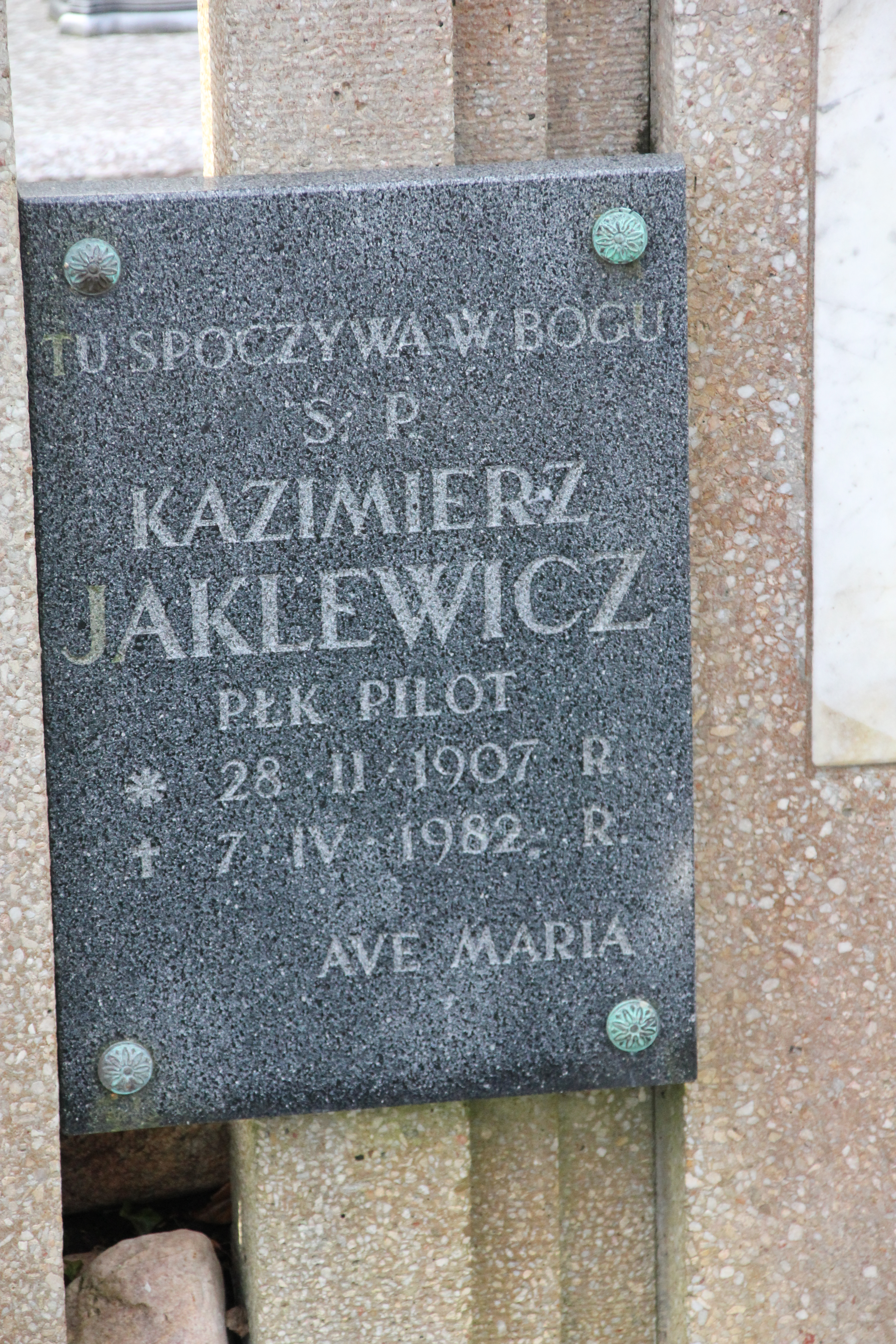
Tablica nagrobna płk. pil. Kazimierza Jaklewicza na cmentarzu parafialnym w Sopocie

Kazimierz Jaklewicz (ur. 28 listopada 1907 w Sosnowcu, zm. 7 kwietnia 1982 w Sopocie) – podpułkownik dyplomowany obserwator Wojska Polskiego, kawaler Krzyża Srebrnego Orderu Virtuti Militari.

## Życiorys
Urodził się jako syn Józefa i Julii Samin, ukończył gimnazjum humanistyczne. Absolwent Szkoły Podchorążych Piechoty w Ostrowi Mazowieckiej. 15 sierpnia 1930 Prezydent RP Ignacy Mościcki mianował go podporucznikiem ze starszeństwem z 15 sierpnia 1930 i 181. lokatą w korpusie oficerów piechoty, a minister spraw wojskowych wcielił do 14 pułku piechoty z Włocławka. Pełniąc służbę we włocławskim pułku zajmował stanowisko młodszego oficera 2. kompanii KOP. Z dniem 1 czerwca 1931 został skierowany na 8-miesięczny kurs aplikacyjny obserwatorów balonowych przy 1 batalionie balonowym w Toruniu. Z dniem 15 kwietnia 1932 przeniesiony z korpusu oficerów piechoty do korpusu oficerów aeronautycznych, z jednoczesnym przeniesieniem do 1 batalionu balonowego. 12 marca 1933 został promowany na stopień porucznika ze starszeństwem z 1 stycznia 1933 i 46. lokatą w korpusie oficerów aeronautycznych. Następnie przeniesiono go do 6 pułku lotniczego we Lwowie. Stał się jednym z pierwszych w Polsce propagatorów użycia spadochronów do celów ratowniczych, w „Przeglądzie Lotniczym” z lutego 1935 opublikował artykuł poświęcony tej tematyce. W kolejnej publikacji postulował poprawę wyszkolenia obserwatorów balonowych poprzez częstszą zmianę miejsca ich szkolenia. W marcu 1939 służył w 64 eskadrze liniowej na stanowisku oficera taktycznego. Do rangi kapitana awansowany ze starszeństwem z dniem 19 marca 1939 i 41. lokatą w korpusie oficerów lotnictwa – grupie liniowej.
31 sierpnia 1939 eskadra została przemianowana na 64 eskadrę bombową wyposażoną w lekkie samoloty bombowe PZL.23 Karaś i wchodzącą w skład VI dywizjonu bombowego lekkiego. W kampanii wrześniowej Jaklewicz dowodził 2 września jednym z ataków na kolumnę pojazdów pancernych na szosie Częstochowa-Kłobuck, doprowadzając do ich rozproszenia i częściowego zniszczenia. 7 września dowodził atakiem na niemieckie kolumny pancerne poruszające się w kierunku Różana. W drodze powrotnej został zaatakowany przez Messerschmitta Bf 109, którego zestrzelił jego strzelec kpr. Stanisław Kondras. 14 września dowodził atakiem ostatnich ośmiu sprawnych Karasi na kolumny pancerne nieprzyjaciela w rejonie Rawy Ruskiej. Tego samego dnia objął dowodzenie nad 65 eskadrą bombową pozbawioną już większości sprzętu. Razem z personelem eskadry 18 września 1939 przekroczył w Kutach granicę polsko-rumuńską.
Z Rumunii przedostał się do Francji, gdzie służył jako referent w Dowództwie Sił Powietrznych Oddziału V Sztabu w Paryżu. Po upadku Francji przedostał się do Anglii, tam otrzymał numer służbowy P-1434 w Polskich Siłach Powietrznych. Został przeszkolony w 18 Jednostce Szkolenia Bojowego (18 OTU) w bazie RAF Bramcote. Od 15 marca 1941 służył jako nawigator w 305 dywizjonie bombowym. W tym samym miesiącu awansowano go do stopnia majora. 19 czerwca po nalocie na Bremę samolot z Jaklewiczem został strącony przez niemiecki myśliwiec nad Holandią, koło miejscowości Hoogkarspel. Czterech z sześciu członków załogi uratowało się skacząc na spadochronach, ale wpadli w ręce Niemców i trafili do niewoli. Jaklewicz do wyzwolenia przebywał w obozie jenieckim Stalag Luft III w Żaganiu.
Po wyzwoleniu obozu powrócił do Wielkiej Brytanii. Od 17 września 1945 do 7 kwietnia 1946 był słuchaczem VII Kursu Wyższej Szkoły Lotniczej w Weston-super-Mare. Następnie pełnił funkcję signal leadera w Kwaterze Głównej 1 Grupy RAF. W 1947 wrócił do Polski. Został zdemobilizowany w stopniu podpułkownika i podjął pracę w budownictwie. Zamieszkał w Sopocie. Dekretem Rady Państwa z 19 czerwca 1972 odznaczony został Orderem Virtuti Militari 5 kl.
Jaklewicz, jako najstarszy stopniem wojskowym spośród żyjących wówczas oficerów byłego 6 pułku lotniczego ze Lwowa, doprowadził do wzniesienia Pomnika Lotników Polskich w Oleśnie – na grobie lotników poległych w dniu 2 września 1939. Pomagał też przy powstawaniu tablic pamiątkowych poświęconych lotnikom z Brygady Bombowej. Zmarł nagle w Sopocie w dniu 7 kwietnia 1982 i spoczął na tamtejszym cmentarzu katolickim parafii pw. Najświętszej Maryi Panny Wniebowziętej – Gwiazda Morza (sektor: B5, rząd: B, grób: 21).

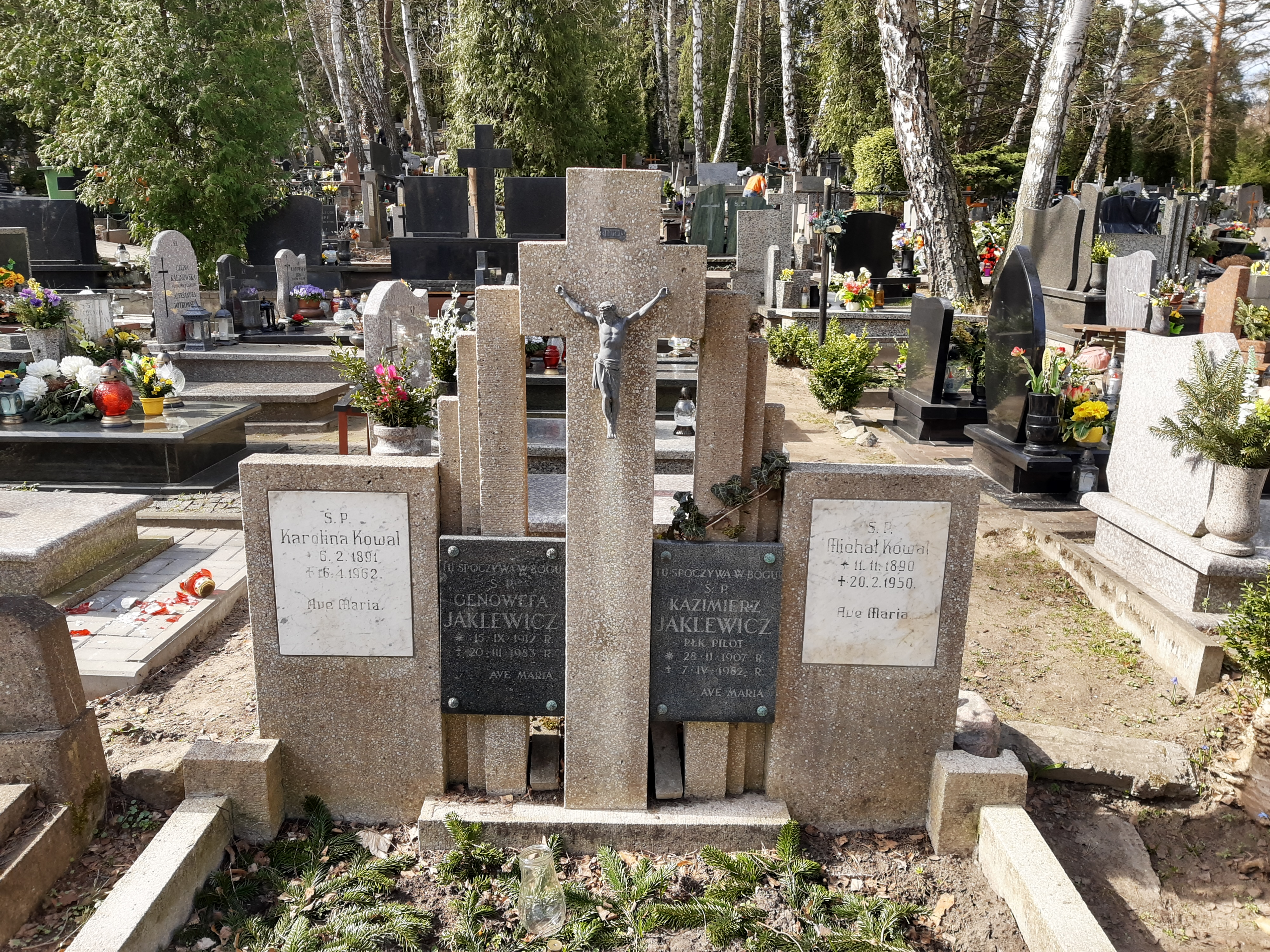
Grób Kazimierza Jaklewicza na cmentarzu katolickim w Sopocie

Żoną Kazimierza Jaklewicza była Genowefa z domu Kowal (1912-1983).

## Publikacje
- Por. obs. bal. Jaklewicz Kazimierz, Użycie spadochronu, Przegląd Lotniczy; Wiadomości Techniczne Lotnictwa, luty 1935, Nr 2[6]
- Por. obs. bal. Jaklewicz Kazimierz, Wyjdźmy w teren, Przegląd Lotniczy; Wiadomości Techniczne Lotnictwa, sierpień 1935, Nr 8[7].

## Ordery i odznaczenia
- Krzyż Srebrny Orderu Wojskowego Virtuti Militari[10]
- Krzyż Walecznych (czterokrotnie)[19]
- Medal Lotniczy (dwukrotnie)[19]